# Nicole Valéry-Grossu
Nicole Valéry-Grossu (n. Nicoleta Valeria Bruteanu, 4 iulie 1919, la Turnu Măgurele, România – d. 14 decembrie 1996, la Paris, Franța) a fost o scriitoare și jurnalistă română, creștină și anticomunistă.

## Origini
Nicoleta Valeria Bruteanu s-a născut la Turnu Măgurele, în ziua de 4 iulie 1919. Era nepoată, pe linie maternă, a lui Iuliu Maniu.

## Activitatea
Încă din timpul războiului, Nicoleta Valeria Bruteanu a activat, în ilegalitate, în Partidul Național Țărănesc. După 1945 până în 1947, a fost redactor la ziarul Dreptatea, organ de presă al Partidului Național Țărănesc. 

### În închisorile politice
După instaurarea comunismului în România și după interzicerea Partidului Național Țărănesc, Nicoleta Valeria Bruteanu a fost evacuată, împreună cu familia sa din locuințele din București, iar în dimineața zilei de 24 august 1949 a fost arestată, fiind deținută, fără condamnare, timp de 4 ani. În decursul detenției sale a cunoscut ororile din închisorile politice ale României comuniste.
În anul 1957, Nicoleta Valeria Bruteanu s-a căsătorit cu scriitorul Sergiu Grossu, care a fost arestat în 1959, condamnat la 12 ani de închisoare, dar eliberat în 1962 după un decret de grațiere.

### În exil
În anul 1969, Sergiu Grossu și soția sa au părăsit România și s-au refugiat în Franța, unde „Nicoleta Valeria” a devenit „Nicole Valéry-Grossu”.
În Franța, soții Grossu activează în publicistică și în activități de ajutorare. Astfel, Nicole Valéry-Grossu, susținea rubrica „Note de lectură”, corespondența și distribuirea revistei „Catacombes”.
În anul 1976, a editat publicația religioasă „Iisus Biruitorul”, în vederea unificării exilului românesc în jurul idealurilor mișcării Oastea Domnului.
Soții Grossu au fondat asociația La Chaine (în românește: „Lanțul”) și au organizat emisiuni radiofonice, în franceză și în română: „Duh și Adevăr”. Ei au inițiat conferințe în care au demascat realitatea cu privire la situația drepturilor religioase din România comunistă, denunțând comunismul ca fiind dușmanul lui Hristos în lume.
În anul 1976, apare la editura pariziană Plon cartea autobiografică Benie sois-tu, prison, care a avut un mare succes atât în Franța, cât și în alte țări, fiind tradusă în diferite limbi: engleză, germană, italiană, norvegiană și în română.

## Sfârșitul vieții
Nicole Valéry-Grossu a decedat la spitalul Foch de la Paris, după o grea suferință, în seara zilei de 14 decembrie 1996. Ca urmare a dorinței sale, ea se odihnește, alături de strămoșii și părinții săi, în Cimitirul Sfânta Vineri din București.

## Opera
- Bénie sois-tu, prison[3], Plon, Paris - Cea mai cunoscută lucrare literară a scriitoarei Nicole Valéry-Grossu a apărut inițial în limba franceză, la editura Plon de la Paris. În traducere românească a apărut la Editura Univers din București, în 1997, iar ediția a doua, în limba română, a fost publicată în anul 2002 la aceeași editură bucureșteană. Cartea a fost ecranizată de Nicolae Mărgineanu, în anul 2002, având titlul Binecuvântată fii, închisoare.

Alte lucrări:
- Hegemonia violenței (Comunism, totalitarism, ateism), traducere din limba franceză de Ileana Cantuniari, Editura „Duh și Adevăr”, București, 2000, 275 pagini, ISBN 973-98392-4-X
- Din toată inima, Editura „Duh și Adevăr”, București, 2003, 140 pagini ISBN 973-98392-7-4

## Omagieri
„Puține reprezentante ale făpturii și autenticității noastre puteau sta alături de dânsa.”
„Ca soție a scriitorului român de origină din martirizata Basarabie, Sergiu Grossu, Dumnezeu realizase o întâlnire și o unire, ca o adevărată operă ieșită din iubire divină. O însoțire de cea mai înaltă frumusețe morală, de o dragoste neprihănită și o luminoasă înțelegere în tot ce făceau.”
„Aveau o binecuvântare cerească acești soți în misiunea ce Ie-a fost dată de a sluji ca într-un apostolat credința noastră strămoșească. într-o lume a păcatului, ei țineau cu evlavie nestinsă candela credinței. Amândoi au cunoscut teroarea pușcăriilor comuniste, prin care dușmanii lui lisus loveau în poporul român în frunte cu mințile cele mai luminate supuse exterminării. Din anii trăiți în bezna celulelor ucigătoare, din care numai cu puterea lui Dumnezeu au supraviețuit, au ieșit și mai tari în credința lor...”
„Iluminată de minunile ce s-au săvârșit cu dânsa, biruind prigoana demonică, Nicole Valery-Grossu a scris cartea revelațiilor sale, în care a binecuvântat închisoarea ce i-a fost dată ca o poartă deschisă în singurul mod de a-L urma pe lisus. Ceva mai frumos și mai sublim nu s-a scris de o femeie în zilele noastre...”